# 任脈病
任脈病（にんみゃくびょう）は、奇経の一つである任脈の病。

## 症状
主に男性では疝気、女性では帯下、月経不順などが起こるとされている。

## 治療
鍼灸においては任脈を参照。